# Mike Stud
Mike Stud (* 30. Oktober 1988 in Providence, Rhode Island; eigentlich Michael Francis Seander Jr.), auch nur Mike oder mike., ist ein US-amerikanischer Rapper.

## Karriere
Bevor Mike Seander zum Rapper wurde, war er ein sehr erfolgreicher College-Baseballspieler. In der High School spielte er noch Basketball und Baseball, im Abschlussjahr an der St. Raphael Academy in Pawtucket wurde er 2006 zum Baseballspieler des Jahres in seinem Heimatstaat Rhode Island gewählt und wurde mit einem Universitätsstipendium belohnt. In seinem ersten Jahr an der Duke University stellte er als Pitcher einen neuen Universitätsrekord auf, musste danach aber nach einer Armverletzung lange pausieren.
In dieser Zeit entdeckte er seine Begeisterung für das Rappen und er schrieb den Song College Humor über das Partyleben als Student. Zuerst machte das Lied nur in Studentenkreisen erfolgreich die Runde, dann stellte er es 2010 unter dem Namen Mike Stud mit einem selbst gedrehten Video bei YouTube online und erreichte damit über 1,5 Millionen Aufrufe. Ein unmittelbar danach veröffentlichtes Video mit dem Song In This Life übertraf diese Zahl noch einmal.
Im Oktober 2011 veröffentlichte er sein erstes Mixtape mit dem Titel A Toast to Tommy bei iTunes zum Download und erreichte dort Platz 2 in den Hip-Hop-Charts und schaffte es in die US-R&B-Charts. Im Frühjahr 2013 erschien sein erstes Album Relief und brachte ihn auf Anhieb in die US-Albumcharts auf Platz 55. Er unterschrieb bei 300 Entertainment, das zum Major-Label Atlantic Records gehört, und veröffentlichte ein Jahr später bereits sein zweites Album mit dem Titel Closer. Es stieg auf Platz 13 der offiziellen Albumcharts ein, kam in den R&B-Charts auf Platz 2 und führte die Rap-Albumcharts an. Anfang 2016 erschien das Album These Days, das erneut Top-10-Platzierungen in R&B- und Rapcharts erreichte. Der Titelsong ist mit über 6 Millionen Abrufen für das offizielle Video und noch einmal fast 5 Millionen für den Rap-Nation-Upload seine erfolgreichste Veröffentlichung im Internet.

## Diskografie
Alben
- Relief (2013)
- Closer (2014)
- These Days (2016)
- 4 the Homies (2018)
- Uhyuready? (2019)
- The Highs (als mike., 2021)

Mixtapes
- A Toast to Tommy (2011)
- Click (mit Huey Mack, 2012)
- #SundayStudTape (2013)
- #SundayStudTape Vol. 2 (2013)
- It’s Spring Break, Homie (2015)
- This Isn’t the Album (2016)

Lieder
- College Humor (2011)
- In This Life (feat. Loggy, 2011)
- Happy Ending (2012)
- Batter Up (2013)
- Gas Pedal (Remix) (2013)
- Let Her Go (Passenger Remix) (2013)
- Out Here (2014)
- Closer (2014)
- Brightside (2015)
- These Days (2016, US: Platin)[2]
- Swish (2016)